# 库特勒旺
库特勒旺（法語：Courtelevant，法語發音：[kuʁtəlvɑ̃]）是法国勃艮第-弗朗什-孔泰大区贝尔福地区省的一个市镇，属于贝尔福区。

## 地理
库特勒旺（47°31'2"N, 7°4'48"E）面积5.82 平方千米，位于法国勃艮第-弗朗什-孔泰大區贝尔福地区省，该省份为法国东北部内陆省份，东临上莱茵省，北起孚日省，西接上索恩省，南与杜省和瑞士接壤。
与库特勒旺接壤的市镇（或旧市镇、城区）包括：叙阿尔斯、库尔塞勒、弗洛里蒙、新勒皮、雷谢西。

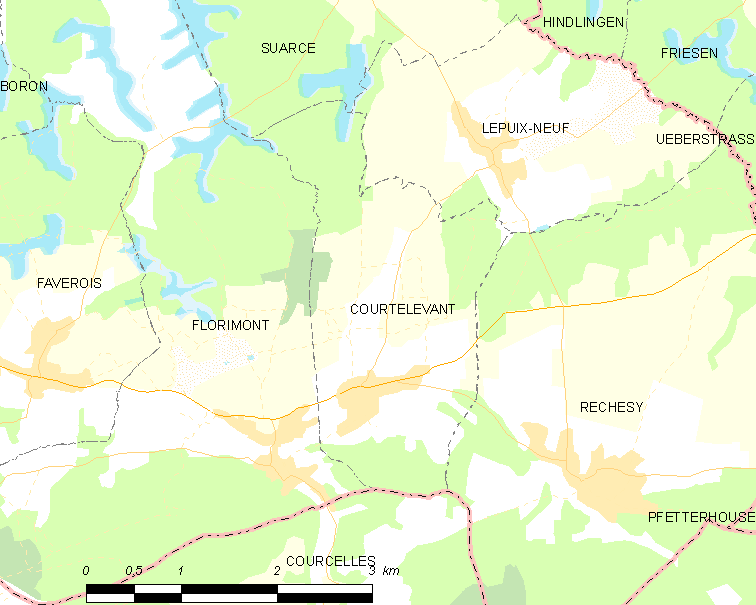
库特勒旺的OSM定位图

库特勒旺的时区为UTC+01:00、UTC+02:00（夏令时）。

## 行政
库特勒旺的邮政编码为90100，INSEE市镇编码为90028。

## 政治
库特勒旺所属的省级选区为代勒县。

## 人口

1962-2008年间库特勒旺人口变化图示

库特勒旺于2022年1月1日时的人口数量为375人。